# U make 愛 dream
『U make 愛 dream』（ユー・メイク・アイ・ドリーム）は、KOTOKOのシングル。2008年10月から開始された3D生活空間サービス『ai sp@ce』テーマソング。DVD付き初回限定盤は無いが、CD-ROM盤が存在する。

## 収録曲
1. U make 愛 dream
作詞：KOTOKO／作曲：KOTOKO、高瀬一矢／編曲：高瀬一矢
  - 3D生活空間サービス『ai sp@ce』テーマソング
2. U make 愛 dream　-karaoke version-
3. U make 愛 dream　-instrumental version-